# Nił Łuszczak
Nił Jurij Łuszczak OFM (ur. 22 maja 1973 w Użhorodzie) – ukraiński duchowny katolicki obrządku bizantyńsko-rusińskiego, biskup pomocniczy eparchii mukaczewskiej Kościoła katolickiego obrządku bizantyjsko-rusińskiego od 2012, administrator apostolski tejże eparchii od 2020 do 2024, franciszkanin.

## Życiorys
Święcenia kapłańskie przyjął 2 lipca 1996 z rąk bpa Ivana Semediego. W latach 2004–2008 studiował na Papieskim Uniwersytecie Urbaniana, uzyskując licencjat z filozofii. W 2009 wstąpił do franciszkanów śląskiej Prowincji Wniebowzięcia NMP, posiadającej na Ukrainie zależną od siebie Fundację Bizantyjską Wszystkich Świętych Zakonu Serafickiego. W 2010 złożył pierwsze śluby zakonne w Fundacji Wszystkich Świętych, przyjmując imię Nil.
4 grudnia 2012 w cerkwi franciszkanów w Tarnopolu złożył za zgodą Stolicy Apostolskiej śluby wieczyste na ręce prowincjała Ezdrasza Biesoka OFM.

### Episkopat
19 listopada 2012 papież Benedykt XVI mianował go biskupem pomocniczym eparchii mukaczewskiej ze stolicą tytularną Flenucleta. Chirotonii udzielił mu 12 stycznia 2013 biskup Milan Šašik. 20 lipca 2020 otrzymał nominację na administratora apostolskiego sede vacante e ad nutum Sanctæ Sedis tejże eparchii.